# Ferris, Illinois
Ferris är en ort i Hancock County i delstaten Illinois, USA.